# Novogrčki jezik
Novogrčki (moderni grčki; ISO 639-3: ell; helenski, grčki: Ελληνική γλώσσα) službeni je jezik Grčke i grčkog dijela Cipra, a od 1981. jedan je od službenih jezika EU. Govori ga i znatan broj iseljenika grčkog porijekla, najviše u Sjevernoj Americi, Njemačkoj, Australiji, Velikoj Bitaniji, Italiji i Albaniji.
Grčki jezik je jedan od šest helenskih jezika koji pripada atičkoj skupini indoeuropske jezične porodice, a govori ga preko 12 000 000 Grka: 10 700 000 u Grčkoj (2002. godine), 689 000 na Cipru (2002.), i u drugim državama. Postoje 3 dijalekta: 
- arhaično literalno narječje katarevusa
- dimotiki, danas službeni jezik
- sarakačansko narječje, u stvari možda i zaseban jezik kojim se služe Sarakačani ili Karakačani, pastirsko aromunsko pleme iz sjeverne Grčke, Makedonije i Bugarske.

## Fonologija
Fonologija modernoga grčkog jezika uključuje suglasničke i samoglasničke glasove.

### Suglasnici
Suglasnički sustav ima tri problema oko kojih se učenjaci spore: fonemski status palatala, fonemski status afrikata [t͡s] i [d͡z] te fonemski status zvučnih ploziva.
Bez afrikata i palatala sustav izgleda ovako:
|          |          | labijalni | dentalni | alveolarni | velarni |
| -------- | -------- | --------- | -------- | ---------- | ------- |
| nazal    | nazal    | /m/ μ     |          | /n/ ν      |         |
| ploziv   | bezvučan | /p/ π     |          | /t/ τ      | /k/ κ   |
| ploziv   | zvučan   | /b/ μπ    |          | /d/ ντ     | /ɡ/ γκ  |
| frikativ | bezvučan | /f/ φ     | /θ/ θ    | /s/ σ, ς   | /x/ χ   |
| frikativ | zvučan   | /v/ β     | /ð/ δ    | /z/ ζ      | /ɣ/ γ   |
| dotačnik | dotačnik |           |          | /ɾ/ ρ      |         |
| lateral  | lateral  |           |          | /l/ λ      |         |

Palatali grčkoga jezika jesu: /c/, /ɟ/, /ç/, /ʝ/. Iako se pred samoglasnicima /a, o, u/ mogu pojaviti kao i velari, pred prednjim samoglasnicima /e, i/ u komplementarnoj su distribuciji. Glasovi [ʎ] i [ɲ] ipak su alofoni glasova [l] i [n].

### Samoglasnici
Grčki ima jednostavan sustav samoglasnika jako sličan hrvatskom:
|               | Prednji | Stražnji |
| ------------- | ------- | -------- |
| Zatvoreni     | i       | u        |
| Poluzatvoreni | e       | o        |
| Otvoreni      | a       |          |

Ovdje je primjer riječi koje se razlikuju samo po samoglasniku:
| πας  | /pas/ | 'ti bi išao'  |
| πες  | /pes/ | 'reci'        |
| πεις | /pis/ | 'ti bi rekao' |
| πως  | /pos/ | 'da' (veznik) |
| πού  | /pu/  | 'gdje'        |

### Pismo
| Slovo/slova        | Izgovor        | Opis | Primjer                                                          |
| Samoglasnici       | Samoglasnici   | Samoglasnici | Samoglasnici                                                     |
| ------------------ | -------------- | --- | ---------------------------------------------------------------- |
| α                  | [a]            | slično pas | βάρκα [ˈvarka]                                                   |
| αυ                 | [av]           | slično lav | αύριο [ˈavrio]                                                   |
| αυ                 | [af]           | av pred bezvučnim suglasnicima, kao afta                                                                                        | αυτοκίνητο [aftoˈkʲinito]                                        |
| άι, άη, αϊ, αϋ     | [ai]           | slično laik | τσάι [tsai] Δανάη [ðaˈnai] αϋπνία [aiˈpnia] παϊδάκι [paiˈðaʲkʲi] |
| ε αι, αί           | [e]            | slično veza | μέρα [ˈmeɾa] γυναίκα [ʝiˈneka]                                   |
| ευ                 | [ev]           | slično prevara | Εύβοια [ˈevia] παρασκευή [paraskʲeˈvi]                           |
| ευ                 | [ef]           | ev pred bezvučnim suglasnicima, slično sef                                                                                      | ευχαριστώ [efxariˈsto]                                           |
| έι, εϊ             | [ei]           | slično hej | θεϊκός [θeiˈkos] κέικ [ˈkʲeik]                                   |
| ει, η, ι οι, υ, υι | [i]            | slično sitno | παράνοια, [paˈrania] υγιεινή [iʝiiˈni] υιοθετώ, [ioθeˈto]        |
| ει, η, ι οι, υ, υι | [j]            | pred samoglasnicima u stranim riječima, slično jato                                                                             | αδειάζω [aˈðjazo] πιάνο [ˈpjano]                                 |
| ηυ (katarevusa)    | [if]           | slično sifilis | διηύθηνα [ðiˈifθina]                                             |
| ο, ω               | [o]            | slično rob | πρώτος [ˈprotos]                                                 |
| όι, οϊ             | [oi]           | slično koji | κορόιδο [koˈroiðo] οϊμωγή [oimoˈʝi]                              |
| ου                 | [u]            | slično rupa | λουλούδι, [luˈluði]                                              |
| ου                 | [w]            | iz engleskog, slično vuk | ουίσκι, [ˈwiski]                                                 |
| Suglasnici         |                | |                                                                  |
| μ                  | [m]            | slično majka | μήτρα [ˈmitra]                                                   |
| μ                  | [ɱ]            | pred [f] i [v], slično amfora                                                                                                   | αμφιβολία [aɱfivoˈlia] έμβολο [ˈeɱvolo]                          |
| μπ                 | [b]            | na početku riječi slično brat                                                                                                   | μπαίνω [ˈbeno]                                                   |
| μπ                 | [mb] ili [b]   | u sredini riječi i na kraju, slično mamba ili obraz                                                                             | έμπορος [ˈemboros] ili [ˈeboros]                                 |
| μπ                 | [mp]           | u stranim riječima, slično lampa                                                                                                | κάμπιγκ [ˈkampiŋ(g)]                                             |
| π                  | [p]            | slično predmet | παπάς [paˈpas]                                                   |
| π                  | [b]            | na početku riječi kada riječ ispred završava na glas -n, slično brat                                                            | δεν πειράζει [ðembiˈrazi]                                        |
| β                  | [v]            | slično veza | βορράς [voˈras]                                                  |
| φ                  | [f]            | slično frak | φέρνω [ˈferno]                                                   |
| ν                  | [n]            | slično nos | Κίνα [ˈkʲina]                                                    |
| ν                  | [m]            | na kraju riječi pred riječima koje počinju s μ, π, μπ ili ψ, slično mast                                                        | δεν πειράζει [ðembiˈrazi]                                        |
| ν                  | [ɱ]            | na kraju riječi pred β ili φ, slično amfora                                                                                     | στην Φινλανδία [stiɱfinlanˈðia]                                  |
| ν                  | [ŋ]            | na kraju riječi pred γκ, κ ili ξ, slično mango                                                                                  | στην Κίνα [stiŋˈgʲina]                                           |
| ν + nenag. /i/     | [nʲ]           | pred a, o ili u, slično njega                                                                                                   | λεμονιά, [lemoˈnʲa]                                              |
| ν + nenag. /i/     | [ni]           | pred a, o ili u u znanstvenim riječima, slično anion                                                                            | παράνοια [paˈrania]                                              |
| ντ                 | [d]            | na početku riječi, slično dar                                                                                                   | ντύνω [ˈdino]                                                    |
| ντ                 | [d] ili [nd]   | u sredini riječi i na kraju, slično oda ili Ande                                                                                | αντί [aˈdi] ili [anˈdi]                                          |
| τ                  | [t]            | slično sat | τέτανος [ˈtetanos]                                               |
| τ                  | [d]            | na početku riječi kada riječ ispred završava na glas -n, slično dar                                                             | εν τάξει [εnˈdaksi]                                              |
| δ                  | [ð]            | slično engleskom this | δουλειά [ðuˈlʲa]                                                 |
| θ                  | [θ]            | slično engleskom thing | θύμα [ˈθima]                                                     |
| κ                  | [k]            | pred a, o ili u i suglasnicima, slično kraj                                                                                     | κάτι, [ˈkati]                                                    |
| κ                  | [kʲ]           | pred i ili e, slično kj | κύμα, [ˈkʲima]                                                   |
| κ                  | [g]            | pred a, o ili u i suglasnicima na početku riječi kada riječ ispred završava na glas -n, slično glas                             | στην καρδιά [stiɳgarˈðja]                                        |
| κ                  | [gʲ]           | pred i ili e na početku riječi kada riječ ispred završava na - glas -n, slično gj                                               | τον κήπο [toŋˈgʲipo]                                             |
| γ                  | [ɣ]            | pred a, o, u ili suglasnicima, slično strah ga                                                                                  | γάλα [ˈɣala] γλυκός [ɣliˈkos]                                    |
| γ                  | [ʝ]            | pred i ili e, slično jakom j, donekle slično grožđe, ali slabije                                                                | γυναίκα [ʝiˈneka]                                                |
| γ(ι) 1             | [ʝ]            | pred a, o ili u, slično jakom j, donekle slično grožđe, ali slabije                                                             | γιατί [ʝaˈti] Γυάρος [ˈʝaros] γεια [ʝa]                          |
| γγ                 | [g] ili [ŋg]   | pred a, o, u ili suglasnicima, slično grad ili mango                                                                            | αγγούρι [aˈguri] ili [aŋˈguri] συγγνώμη [siɣˈnomi]               |
| γγ                 | [gʲ] ili [ŋgʲ] | pred i ili e, slično gj ili ngj                                                                                                 | αγγίζω [agʲiˈzo] ili [aŋgʲiˈzo]                                  |
| γκ                 | [g]            | pred a, o, u ili suglasnikom na početku riječi, slično grad                                                                     | γκολ [ˈgol] γκλαβανή [glavaˈni]                                  |
| γκ                 | [g] ili [ŋg]   | pred a, o, u ili suglasnikom u sredini riječi, slično grad ili mango                                                            | αγκώνας [aˈgonas] i [aŋˈgonas]                                   |
| γκ                 | [gʲ]           | pred i ili e na početku riječi, slično gj                                                                                       | γκίνια [ˈgʲinʲa]                                                 |
| γκ                 | [gʲ] ili [ŋgʲ] | pred i ili e u sredini riječi, slično gj ili ngj                                                                                | αγκινάρα [agʲiˈnara] ili [aŋgʲiˈnara]                            |
| γγι                | [ŋgʲ] ili [gʲ] | pred a, o ili u, slično gj ili ngj                                                                                              | αστροφεγγιά [astrofeŋˈgʲa] ili [astrofeˈgʲa]                     |
| γκι                | [gʲ]           | pred a, o ili u na početku riječi, slično gj                                                                                    | γκιώνης [ˈgʲonis]                                                |
| γκι                | [gʲ] ili [ŋgʲ] | pred a, o, u u sredini riječi, slično gj ili ngj                                                                                |                                                                  |
| γχ                 | [ŋx]           | pred a, o, u ili suglasnikom, slično anhedonija                                                                                 | σύγχρονος [ˈsiŋxronos]                                           |
| γχ                 | [ŋç]           | pred i ili e, slično nhj, donekle slično lišće, ali slabije                                                                     | συγχαίρω [siŋˈçεro]                                              |
| χ                  | [x]            | pred a, o, u ili suglasnikom i na kraju riječi, slično grah                                                                     | χαρά [xaˈra] Αλλάχ [aˈlax]                                       |
| χ                  | [ç]            | pred i ili e, slično hj, donekle slično lišće, ali slabije                                                                      | χημεία [çiˈmia]                                                  |
| χι                 | [ç]            | pred a, o ili u, slično hj, donekle slično lišće, ali slabije                                                                   | χιόνι [ˈçoni]                                                    |
| λ                  | [l]            | slično led | λέξη [ˈlεksi]                                                    |
| λ + unbet. [i]     | [lʲ]           | pred a, o ili u, slično lijes, slično ljuljanje                                                                                 | λιακάδα [lʲaˈkaða]                                               |
| λ + unbet. [i]     | [li]           | pred a, o ili u u znanstvenim riječima, slično liofilija                                                                        | λειαίνω [liˈεno]                                                 |
| ρ                  | [r]            | slično rad | βάρκα [ˈvarka]                                                   |
| ρ                  | [ɾ]            | pred samoglasnicima, poput [r], ali jezik samo jednom dodirne alveolu                                                           | ρύζι [ˈɾizi]                                                     |
| σ (-ς)             | [s]            | slično sat, ali ponešto jače i tamnije, slično lišće                                                                            | συστήμα [siˈstima]                                               |
| σ (-ς)             | [z]            | pred [v], [ð], [ɣ], [b], [m], fakultativno pred [r]l, na kraju riječi pred riječju koja počinje zvučnim suglasnikom, slično zid | πολιτισμός [politizˈmos] Ισραήλ [izraˈil] ili [israˈil]          |
| ζ                  | [z]            | slično zid | καζάνι [kaˈzani]                                                 |
| ψ                  | [ps]           | slično psiha | ψυχή [psiˈçi]                                                    |
| ψ                  | [bz]           | slično bzikati | στην ψυχή [stimbziˈçi]                                           |
| τσ                 | [ts]           | slično cesta | τσάι [ˈtsai]                                                     |
| τζ                 | [dz]           | slično stric bi | τζατζίκι [dzaˈdzikʲi]                                            |
| ξ                  | [ks]           | slično oksid | εν τάξει [εnˈdaksi]                                              |
| ξ                  | [gz]           | slično egzaktan | δεν ξερω [ðεŋˈgzεro]                                             |

## Gramatika
Moderni grčki jezik ima četiri padeža: nominativ, akuzativ, genitiv i vokativ. Od vremena antičkog grčkog izgubio je dativ. Ipak, imenice još uvijek razlikuju tri roda (muški, ženski i srednji), ali više nema dvojine (koja se rijetko rabila i u vrijeme antike).
Glagoli više nemaju infinitiva, karakteristika balkanske jezične zajednice. Postoje čestice kojim se uvode daljnje podjele glagolskih načina (indikativ, konjunktiv) i vremena (futur).